# Yoshiro Salazar
Yoshiro Salazar (Cuzco, 26 de marzo de 1987) es un futbolista peruano. Juega de centrocampista o de defensa y su equipo actual es Unión Comercio de la Liga 2. Tiene 37 años.

## Trayectoria
Debutó en la Primera División del Perú con el club Cienciano del Cusco en el Campeonato Descentralizado 2007. En el 2008, obtuvo la clasificación a la Copa Sudamericana 2009, en la cual Cienciano llegó hasta los octavos de final. En el año 2010, fue transferido al club Cobresol de Moquegua, con el cual campeonó en la Segunda División Peruana 2010. En el año 2011, fue transferido al club Real Garcilaso del Cusco, con el cual fue campeón de la Copa Perú 2011, subcampeón del Campeonato Descentralizado 2012 y obtuvo la clasificación a la Copa Libertadores 2013. Por la fecha 3 de la Copa Libertadores 2013, Yoshiro Salazar, quien es el único jugador cusqueño del Real Garcilaso, hace historia al anotar el único gol en la victoria ante el club Deportes Tolima de Colombia, convirtiendo a su equipo en el primer equipo peruano en ganar en Ibagué.

## Clubes
| Club                    | País | Año         |
| ----------------------- | ---- | ----------- |
| Universitario del Cusco | Perú | 2004 - 2005 |
| Cienciano Junior        | Perú | 2006        |
| Cienciano               | Perú | 2007 - 2009 |
| Cobresol FBC            | Perú | 2010        |
| Real Garcilaso          | Perú | 2011 - 2013 |
| Inti Gas                | Perú | 2014 - 2015 |
| Alianza Atlético        | Perú | 2015        |
| Comerciantes Unidos     | Perú | 2016        |
| Cienciano               | Perú | 2017-2018   |
| Deportivo Garcilaso     | Perú | 2019 - 2020 |
| Cultural Santa Rosa     | Perú | 2020        |
| Unión Comercio          | Perú | 2021 -      |

## Palmarés

### Campeonatos nacionales
| Título                    | Club           | País | Año            |
| ------------------------- | -------------- | ---- | -------------- |
| Segunda División del Perú | Cobresol FBC   | Perú | 2010           |
| Copa Perú                 | Real Garcilaso | Perú | Copa Perú 2011 |